# Talaia Moreia (torre)
La Talaia Moreia és una torre de guaita del segle xvi situada al cim de la Talaia Moreia, de 432 m, dins el terme d'Artà, a l'illa de Mallorca. Està declarada Bé d'Interès Cultural i es troba en bon estat de conservació.
Es tracta d'una torre del segle xvi que s'integrava en el sistema de senyals de vigilància de la costa que servien per avisar de les possibles amenaces per mar; en concret, rebia els senyals de la Talaia d'Alcúdia i de la Talaia de Son Jaumell, a Capdepera. Era una talaia de gran importància pel control visual que oferia per a la vila d'Artà sobre el Canal de Menorca, en la travessia d'Alcúdia fins en aquesta illa.

## Nom
El nom de Talaia Moreia fa referència a la possessió de Son Morei, perquè està situada dins aquesta propietat. Històricament, també fou coneguda com a torre de Son Morei i torre del Puig de Son Morei, per la mateixa situació. També fou coneguda com a torre del Cap de Ferrutx, en referència al Cap de Ferrutx, damunt el qual s'alça la muntanya.

## Descripció

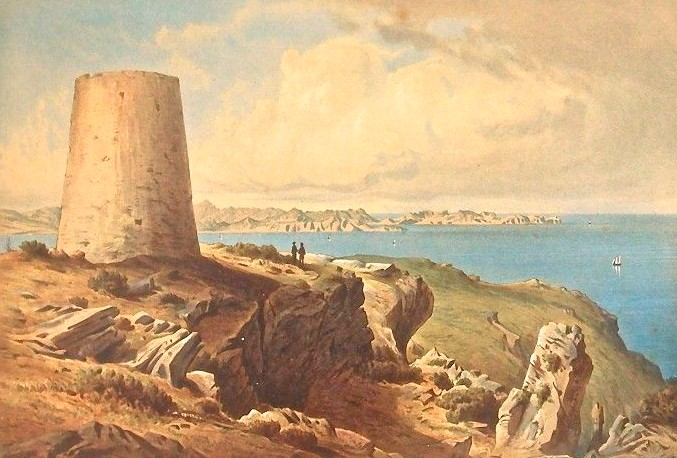
La torre en un gravat de l'Arxiduc

És de planta circular i estructura troncocònica, amb uns 10 m d'altura i feta de pedra i morter de calç. La part inferior és massissa, com és habitual en les torres d'aquesta tipologia, i a uns 4 m té un portal rectangular que era defensat per un matacà en parapet sostengut per dues mènsules, que amb prou feines es conserven. L'accés es feia per una escala de fusta perquè es pogués retirar en cas de perill. La cambra és de volta semicircular i és totalment llisa, sense res més que una petita fornícula i un buit a la part superior, pel qual s'accedeix al terrat. Aquest buit era protegit per una garita per evitar l'entrada d'aigua, que es desguassava per un embornal a un dels costats. Al terrat no hi havia cap màquina d'artilleria.
El cim de la muntanya forma una esplanada anomenada Pla dels Torrers, on hi ha diverses estructures del dia a dia dels torrers que hi feien feina, entre les quals un tancat i una petita bassa. Al costat de la torre hi ha un vèrtex geodèsic.

## Història
El virrei Antoni d'Oms en va ordenar la construcció el 1580 per a la protecció de la costa contra els atacs barbarescos, així com a protecció dels conreus de la zona, i el 1585, a la visita del virrei Lluís Vic, ja era acabada. No obstant això, el 1597 ja era en mal estat, i el 1604 hagué de ser restaurada completament. El 1654 hagué de tornar a ser reparada perquè un llamp esfondrà la cambra.
D'entrada, com que era principalment una talaia de vigilància, gràcies a la seva elevació privilegiada, els torrers no disposaven d'armes de foc, atès que els penya-segats que l'envolten feien improbable que s'haguessin de defensar dels pirates. Però el 1655, el talaier Sebastià Ferrer fou capturat pels moros i portat a Alger; els talaiers denunciaren aquesta mancança, i el segle xviii ja consta que disposaven d'armes de foc i munició. Tot i així, no tenia cap peça d'artilleria, perquè el diàmetre i la solidesa del terrat no permetien d'instal·lar-hi cap canó.
A la zona del cap de Ferrutx començava la jurisdicció del governador del castell de Capdepera, que era el responsable de la vigilància d'aquella abrupta zona. L'ajudaven i assistien els batles, tinents i altres justícies de la vila d'Artà i també de Capdepera, que fins al segle xix depengué d'Artà. El 1628 se suprimiren els dos guardes, i els jurats de la vila d'Artà, alarmats pel perill que suposava aquest fet, reclamaren als jurats del Regne que reinstaurassin la vigilància, atesa la situació estratègica de la talaia. El 22 de juliol d'aquell mateix any es reposà la guàrdia.
Amb l'erradicació definitiva de la pirateria arran de la Conquesta d'Algèria el 1833, la funció de la torre cada vegada fou més intranscendent. Finalment, fou traspassada a Hisenda el 1867 i venuda aquell mateix any.